# Luis Pérez Samanillo
Luis Pérez Samanillo (Manila, 14 de diciembre de 1868 - Cornellá, 27 de julio de 1936) fue un empresario español-filipino.

## Biografía
Era hijo de Manuel Pérez Marqueti y de Agustina Samanillo Fragoso, originarios de Cádiz. Nació en Manila, donde residió después de cursar sus estudios en Bélgica. Católico ferviente, fundó en la capital filipina la Adoración Nocturna y formó parte de la Asociación "Los Caballeros de Colón", que tenía por fin combatir la influencia de la masonería, de la que tomaba algunas de sus mismas características. Fue también caballero de San Vicente de Paúl y Síndico de la Tercera Orden Franciscana.
Mandó construir en Manila el Edificio Luis Pérez Samanillo, que se conserva actualmente. Tras consumarse la pérdida de las Islas Filipinas para España tras la Guerra hispano-estadounidense, se trasladó a Barcelona, donde ocupó altos cargos en diversas organizaciones católicas. Fue consejero de la Caja de Ahorros y Monte de Piedad de Barcelona y propietario de la revista La Familia. En 1910 mandó construir un palacete de estilo modernista en la zona alta del Ensanche que actualmente lleva el nombre de Casa Pérez Samanillo.
Fue asesinado por milicianos en Cornellá tras el estallido de la Guerra Civil Española en julio de 1936. Fue padre del escritor y periodista Antonio Pérez de Olaguer y cuñado del general José Olaguer Feliú y Ramírez.